# Louis Gay-Lussac

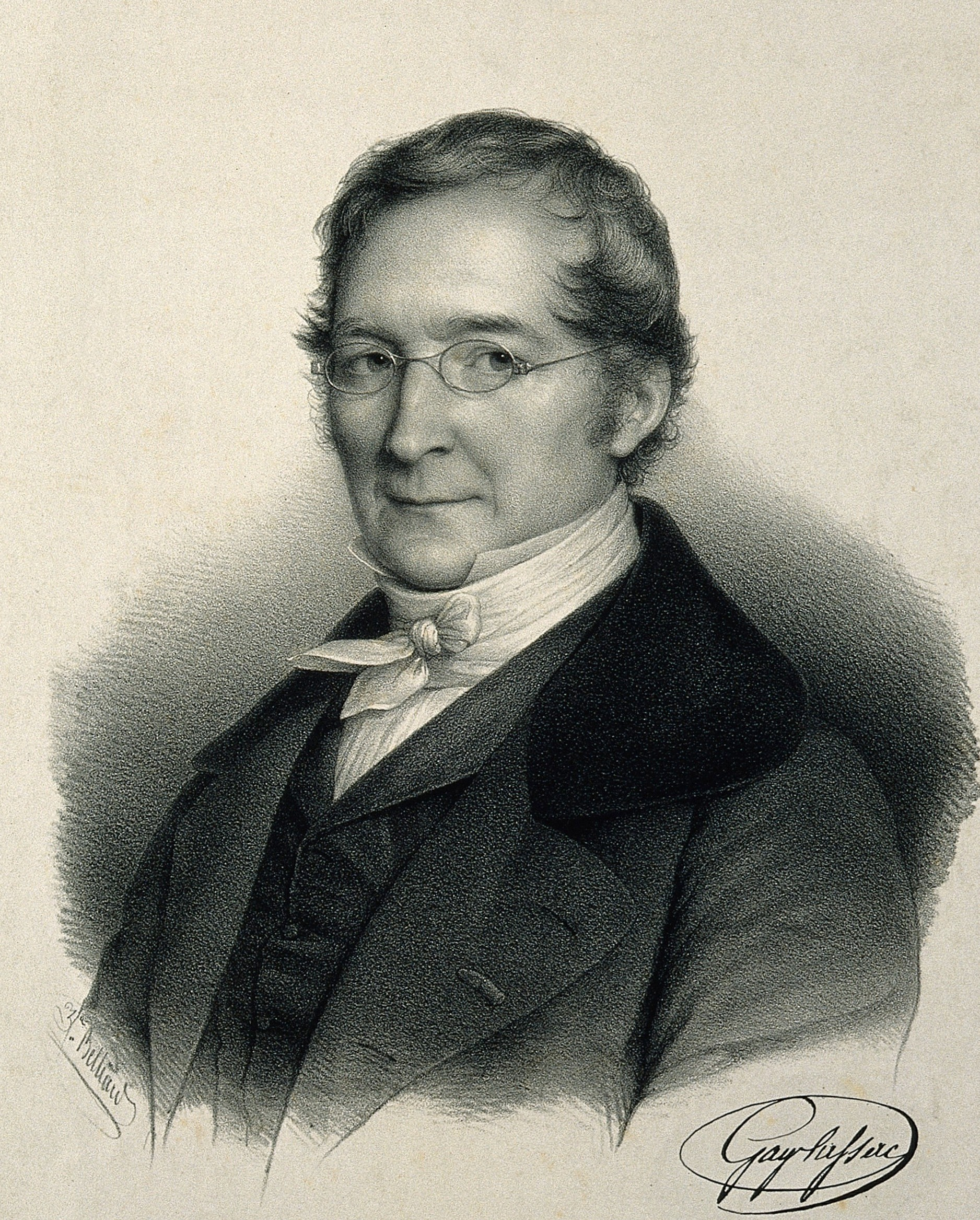
Louis Gay-Lussac

Louis Joseph Gay-Lussac (Saint-Léonard-de-Noblat, 6 december 1778 – Parijs, 9 mei 1850) was een Franse scheikundige en natuurkundige.

## Leven en werk
Gay-Lussac werd geboren in de Limousin. Als briljant student werd hij vanaf 1794 op kostschool gestuurd in Parijs. In december 1797 begon hij een studie aan de École polytechnique, waar hij in november 1800 afstudeerde. Hij volgde daarna nog les aan de École des ponts et chaussées. In 1801 werd hij assistent van Antoine-François Fourcroy en Claude-Louis Berthollet, zijn vroegere leraars aan de École polytechnique. In 1806 werd Gay-Lussac opgenomen in de Académie des sciences. Hij werd in 1808 hoogleraar in de natuurkunde aan de Sorbonne, in 1809 hoogleraar in de chemie aan de École polytechnique, waar hij een eigen laboratorium had. In 1820 werd hij opgenomen in de Académie nationale de médecine. In 1832 werd hij hoogleraar in de chemie aan de Jardin des Plantes. Dankzij zijn talenkennis en zijn goede contacten met buitenlandse wetenschappers bleef Gay-Lussac op de hoogte van de laatste ontwikkelingen in zijn vakgebied.
Op 24 augustus 1804 steeg hij met wiskundige Jean-Baptiste Biot op in een heteluchtballon. Op een recordhoogte van 4.000 meter ondernam Gay-Lussac experimenten naar de eigenschappen van gassen. In 1805 ondernam hij samen met Alexander von Humboldt een studiereis naar Italië, Zwitserland en Duitsland. Samen namen ze waar dat twee volumen waterstof en één volume zuurstof zich verenigen om twee volumen waterdamp te vormen. Later vond hij dat soortgelijke eenvoudige verhoudingen bij de verbinding van alle gassen waar te nemen zijn. Deze eigenschap staat thans nog bekend onder de naam van gaswetten van Gay-Lussac.
Ook op het gebied van de theoretische chemie deed Gay-Lussac naderhand belangrijke ontdekkingen, onder meer over potas, chloor en jood.
Terwijl hij in Lussac verbleef, werd Gay-Lussac ziek. Hij werd nog naar Parijs gebracht maar overleed daar op 9 mei 1850. Hij werd twee dagen later begraven op het Cimetière du Père-Lachaise in Parijs. Hij liet een weduwe na, Geneviève Rojot, met wie hij in 1808 was gehuwd.

## Eerbewijzen
Gay-Lussac werd in 1842 opgenomen in de exclusieve Orde Pour le Mérite. Hij is een van de 72 Fransen wier namen in reliëf op de Eiffeltoren zijn aangebracht. Een berg op de maan draagt zijn naam.